# Louie Sibley
Louie Joseph Sibley (* 13. September 2001 in Birmingham) ist ein englischer Fußballspieler, der bei Oxford United unter Vertrag steht. Der offensive Mittelfeldspieler bestritt zudem mehrere Länderspiele für englische Juniorenmannschaften.

## Karriere

### Verein
Der in Birmingham geborene Louie Sibley entstammt der Jugendabteilung von Derby County, der er im Alter von acht Jahren beitrat. In der Saison 2017/18 spielte er regelmäßig in der U18-Mannschaft und stand auch bereits in einigen Ligaspielen der U23 auf dem Platz. Im Anschluss an diese Spielzeit wurde er zum Academy Player of the Year benannt. In der darauffolgenden Saison 2018/19 war der offensive Mittelfeldspieler Stammkraft bei der U23 in der Premier League 2. Am 13. August 2019 bestritt er beim 1:0-Ligapokalsieg gegen Scunthorpe United sein Debüt in der ersten Mannschaft, als er in der 75. Spielminute für Mason Bennett eingewechselt wurde. In dieser Spielzeit 2019/20 trainierte er häufig mit dieser mit und in den nächsten Monaten kam er dort sporadisch zum Einsatz. Am 8. März 2020 (37. Spieltag) erzielte er beim 3:0-Heimsieg gegen die Blackburn Rovers sein erstes Tor in der zweithöchsten englischen Spielklasse. Am nächsten Spieltag, welcher aufgrund des zwischenzeitlichen Saisonabbruchs wegen der COVID-19-Pandemie mehr als drei Monate später abgehalten wurde, schoss er seine Mannschaft mit einem Hattrick zum 3:2-Auswärtssieg gegen den FC Millwall.
In der Saison 2021/22 stieg Sibley mit seinem in großen finanziellen Schwierigkeiten steckenden Verein als Tabellenvorletzter aus der zweiten Liga ab. Nach einem siebten Platz im ersten Drittligajahr, stieg Sibley mit seiner Mannschaft in der EFL League One 2023/24 als Vizemeister wieder in die zweite Liga auf.
Nachdem sein Vertrag in Derby ausgelaufen war, wechselte der 22-Jährige Anfang Juli 2024 zum ebenfalls in die zweite Liga aufgestiegenen Verein Oxford United.

### Nationalmannschaft
Zwischen August 2017 und Februar 2018 bestritt Louie Sibley sechs Länderspiele für die englische U17-Nationalmannschaft. Im Mai 2019 stand er in zwei Spielen der U18 auf dem Spielfeld. Im September 2019 bestritt er ein Länderspiel für die englische U-19-Nationalmannschaft.